# Масакр у Варварину
Масакр у Варварину десио се 30. маја 1999. у току НАТО бомбардовања СР Југославије. Тога дана авиони бомбардери НАТО-а, који су припадали немачкој војсци, бомбардовали су мост у Варварину око 13:25 ч. по локалном времену. Мост је бомбардован у два наврата и тада је убијено 10 цивила. Повређено је укупно 30 цивила, од којих је 17 задобило тешке телесне а 13 лакше телесне повреде.
Иако је ваздушни напад на овај мали град почињен усред дана, по ведром времену, када се око моста налазило преко 1000 људи, званичници НАТО-а су напад назвали „легитимним“ а жртве „колатералном штетом“.

## Напад и масакр над цивилима
Ваздушни напад на мост извршен је на православни празник Свету Тројицу и пијачни дан, када се у близини моста налазило преко 1000 људи. Тог дана било је ведро и сунчано време, што значи да су пилоти НАТО бомбардера имали добру видљивост. Бомбардери НАТО-а гранатирали су варварински мост у два наврата. У првом нападу који је отпочео око 13:25 ч. по локалном времену, мост је погођен са две ракете. Као последица погодака ракетама, мост је одвојен од средњег носача, са градске стране срушен је у реку, док је други крај склизнуо на узвишену обалу, тако да је на крају део дуг око 100 метара висио под јаким углом срушен у Морави. У првом нападу живот су изгубиле три особе, a најмање пет особа је повређено. Иако је мост већ био срушен, авиони НAТО-a су се, 3-6 минута касније вратили и извршили други напад испаливши још две ракете које су усмртиле седам и тешко повредиле још дванаест цивила који су у међувремену дошли како би помогли повређенима у првом нападу. Тела већине убијених била су раскомадана. Међу убијеним цивилима била је и шеснаестогодишња Сања Миленковић, ученица математичке гимназије у Београду. Сања је претходне године била ђак генерације у варваринској основној школи а према неким тврдњама и најуспешнији ученик у историји овог града.

## Реакције
Портпарол НАТО-а Џејми Шеј изјавио је поводом напада НАТО авијације на путнички мост у Варварину и страдања цивила да је то био „легитиман војни циљ“ а да је страдање цивила била „колатерална штета“. Овакво оправдање је исти званичник давао и за друге нападе НАТО-а у СР Југославији који су проузроковали страдања цивила.
У Србији се овај напад сматра злочином против недужних цивила, који је НАТО авијација намерно извршила.
Берлински адвокат Урлих Дост, који је заступао породице жртава на каснијем судском процесу у Немачкој, је овај напад окарактерисао као ратни злочин. Дост је у интервјуу за Дојче Веле окривио надлежне из НАТО-а да су знали да ће овај напад проузроковати цивилне жртве.
Наравно да су знали, па нису били слепи. Знате да се Варварин налази 200 километара од Београда, и 200 километара од границе са Косовом. Тамо уопште није било ратних сукоба. Знамо и да су масовно бомбардовани и други српски градови ван зоне сукоба, чак градови у којима није било војске. Замислите, они су усред бела дана гађали тргове и пијаце.

## Судски процеси
Породице жртава тужиле су 2001. Владу СР Немачке и тражиле одштету због овог напада који је извршила авијација немачке војске а који је изазвао смрт њихових ближњих. Првостепени поступак вођен је пред судом у Бону. Ова тужба је одбијена 2003. године. Породице су уложиле жалбу вишем суду у Келну али је и она одбијена. Овај судски процес је трајао дванаест година и окончан је 4. септембра 2013. пресудом Уставног суда Немачке, на штету породица жртава. Немачки Уставни суд је одбио тужбу са образложењем да "обештећење могу захтевати државе али не и приватна лица".

## Помоћ дијаспоре
Средствима Срба из Швајцарске, преко Фонда дијаспора за матицу, од јула до новембра 1999. године на месту где се налазио мост који је разорен, изграђен је нови двоструко шири мост, а поред моста споменик жртвама. Тада је уједно обновљен и хотел „Плажа“ који је током бомбардовања био оштећен. Сваког 30. маја овде се одржава помен жртвама. Уз помоћ српске дијаспоре, убрзо након НАТО бомбардовања основан је фонд за стипендирање талентованих ђака "Сања Миленковић" према имену најмлађе од десет жртава, ученице Математичке гимназије. Овај фонд је две године касније угашен због финансијских проблема али његови оснивачи настоје да га поново активирају.